# Flemming Nielsen
Flemming Nielsen (Koppenhága, 1934. február 24. – 2018. november 16.) olimpiai ezüstérmes dán labdarúgó, középpályás.

## Pályafutása

### Klubcsapatban
1951 és 1957 között a B 93, 1958 és 1960 között az AB labdarúgója volt. 1961 és 1964 között az olasz Atalanta csapatában szerepelt és egy olasz kupagyőzelmet ért el az együttessel. 1964 és 1966 között a skót Morton játékosa volt. 1966-ban visszatért a B 93-hoz, ahol 1967-ben fejezte be az aktív labdarúgást.

### A válogatottban
1954 és 1960 között 26 alkalommal szerepelt a dán válogatottban és négy gólt szerzett. Tagja volt az 1960-as római olimpián részt vevő válogatottnak, amely ezüstérmet szerzett.

## Sikerei, díjai
Dánia
- Olimpiai játékok
  - ezüstérmes: 1960, Róma

 Atalanta BC
- Olasz kupa (Coppa Italia)
  - győztes: 1962–63